# 基因敲落
基因敲落（英語：gene knockdown）是指一種遺傳工程技術，針對某個序列已經知道、但是功能未知道的序列改變生物的遺傳基因，令到特定的基因功能下降，從而使到部分功能喪失或者減低，並且可以進一步對生物體造成影響，進而推測出該基因的生物學功能。

## 相關
- 基因剔除小鼠
- 基因敲除
- 基因敲入